# Penta-Acquatella
Penta-Acquatella est une commune française située dans la circonscription départementale de la Haute-Corse et le territoire de la collectivité de Corse. Le village appartient à la piève de Casacconi, en Castagniccia.

## Géographie

### Situation
Penta-Acquatella est une commune de l'intérieur de l'île, située en Castagniccia, dans l'ancienne pieve de Casacconi, limitrophe du « territoire de vie » Castagniccia à l'extrémité septentrionale du parc naturel régional de Corse. Elle fait partie de la « petite Castagniccia », une microrégion à forte densité humaine autrefois.

### Relief
Commune de moyenne montagne, sans façade littorale, Penta-Acquatella se situe dans le « Deçà des monts » (Cismonte en langue corse) ou « Corse schisteuse » au nord-est de l'île, dans le prolongement de l'arête schisteuse du Cap Corse qui se poursuit avec le massif du San Petrone et se termine au sud de la Castagniccia.

## Urbanisme

### Typologie
Au 1er janvier 2024, Penta-Acquatella est catégorisée commune rurale à habitat très dispersé, selon la nouvelle grille communale de densité à sept niveaux définie par l'Insee en 2022.
Elle est située hors unité urbaine. Par ailleurs la commune fait partie de l'aire d'attraction de Bastia, dont elle est une commune de la couronne,. Cette aire, qui regroupe 93 communes, est catégorisée dans les aires de 50 000 à moins de 200 000 habitants,.

### Occupation des sols
L'occupation des sols de la commune, telle qu'elle ressort de la base de données européenne d’occupation biophysique des sols Corine Land Cover (CLC), est marquée par l'importance des forêts et milieux semi-naturels (100 % en 2018), une proportion identique à celle de 1990 (100 %). La répartition détaillée en 2018 est la suivante : 
forêts (99,6 %), milieux à végétation arbustive et/ou herbacée (0,4 %). L'évolution de l’occupation des sols de la commune et de ses infrastructures peut être observée sur les différentes représentations cartographiques du territoire : la carte de Cassini (XVIIIe siècle), la carte d'état-major (1820-1866) et les cartes ou photos aériennes de l'IGN pour la période actuelle (1950 à aujourd'hui).

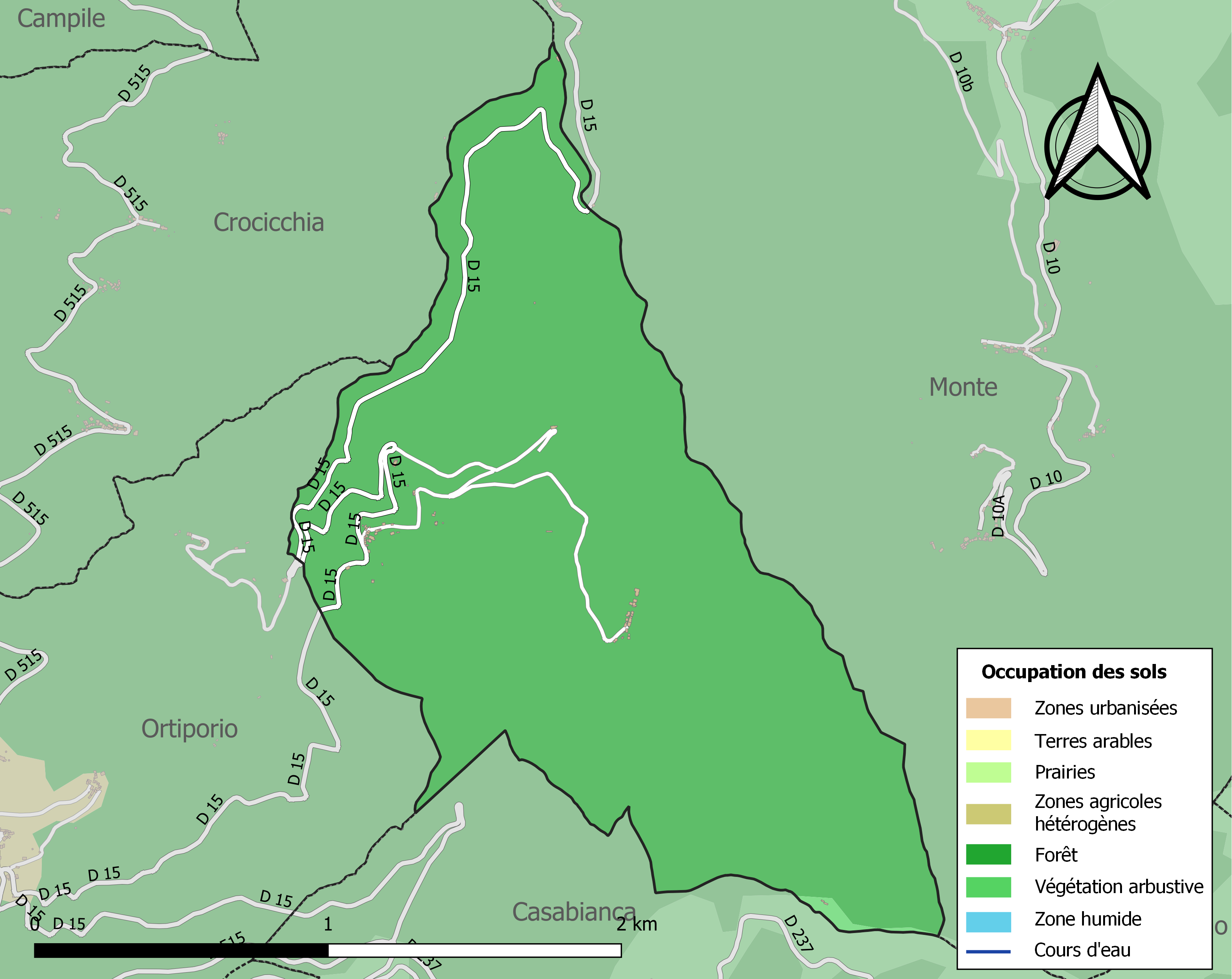
Carte des infrastructures et de l'occupation des sols de la commune en 2018 (CLC).

## Toponymie

### Acquatella
Le nom désigne une « petite source ». Plusieurs lieux-dits corses s'appellent « Fontaine d'Acquatella ».

## Politique et administration
| Période                                  | Période  | Identité                | Étiquette | Qualité       |
| ---------------------------------------- | -------- | ----------------------- | --------- | ------------- |
| mars 1983                                | 2014     | Marc-Laurent Gattacceca | DVG       | .             |
| mars 2014                                | En cours | René Gattacceca         | DVG       | Fonctionnaire |
| Les données manquantes sont à compléter. |          |                         |           |               |

## Population et société

### Démographie
L'évolution du nombre d'habitants est connue à travers les recensements de la population effectués dans la commune depuis 1800. Pour les communes de moins de 10 000 habitants, une enquête de recensement portant sur toute la population est réalisée tous les cinq ans, les populations de référence des années intermédiaires étant quant à elles estimées par interpolation ou extrapolation. Pour la commune, le premier recensement exhaustif entrant dans le cadre du nouveau dispositif a été réalisé en 2008.

En 2022, la commune comptait 40 habitants, en évolution de +25 % par rapport à 2016 (Haute-Corse : +5,15 %, France hors Mayotte : +2,11 %).
| 1800 | 1806 | 1821 | 1831 | 1836 | 1841 | 1846 | 1851 | 1856 |
| ---- | ---- | ---- | ---- | ---- | ---- | ---- | ---- | ---- |
| 184  | 159  | 201  | 181  | 193  | 217  | 219  | 217  | 196  |

| 1861 | 1866 | 1872 | 1876 | 1881 | 1886 | 1891 | 1896 | 1901 |
| ---- | ---- | ---- | ---- | ---- | ---- | ---- | ---- | ---- |
| 196  | 194  | 217  | 219  | 231  | 217  | 243  | 210  | 204  |

| 1906 | 1911 | 1921 | 1926 | 1931 | 1936 | 1946 | 1954 | 1962 |
| ---- | ---- | ---- | ---- | ---- | ---- | ---- | ---- | ---- |
| 216  | 171  | 143  | 145  | 149  | 166  | 109  | 81   | 112  |

| 1968 | 1975 | 1982 | 1990 | 1999 | 2006 | 2008 | 2013 | 2018 |
| ---- | ---- | ---- | ---- | ---- | ---- | ---- | ---- | ---- |
| 112  | 71   | 53   | 37   | 40   | 42   | 42   | 34   | 35   |

| 2022 | - | - | - | - | - | - | - | - |
| ---- | - | - | - | - | - | - | - | - |
| 40   | - | - | - | - | - | - | - | - |

## Culture locale et patrimoine

### Lieux et monuments

#### Architecture religieuse

##### Église paroissialede laNativité de la Vierge

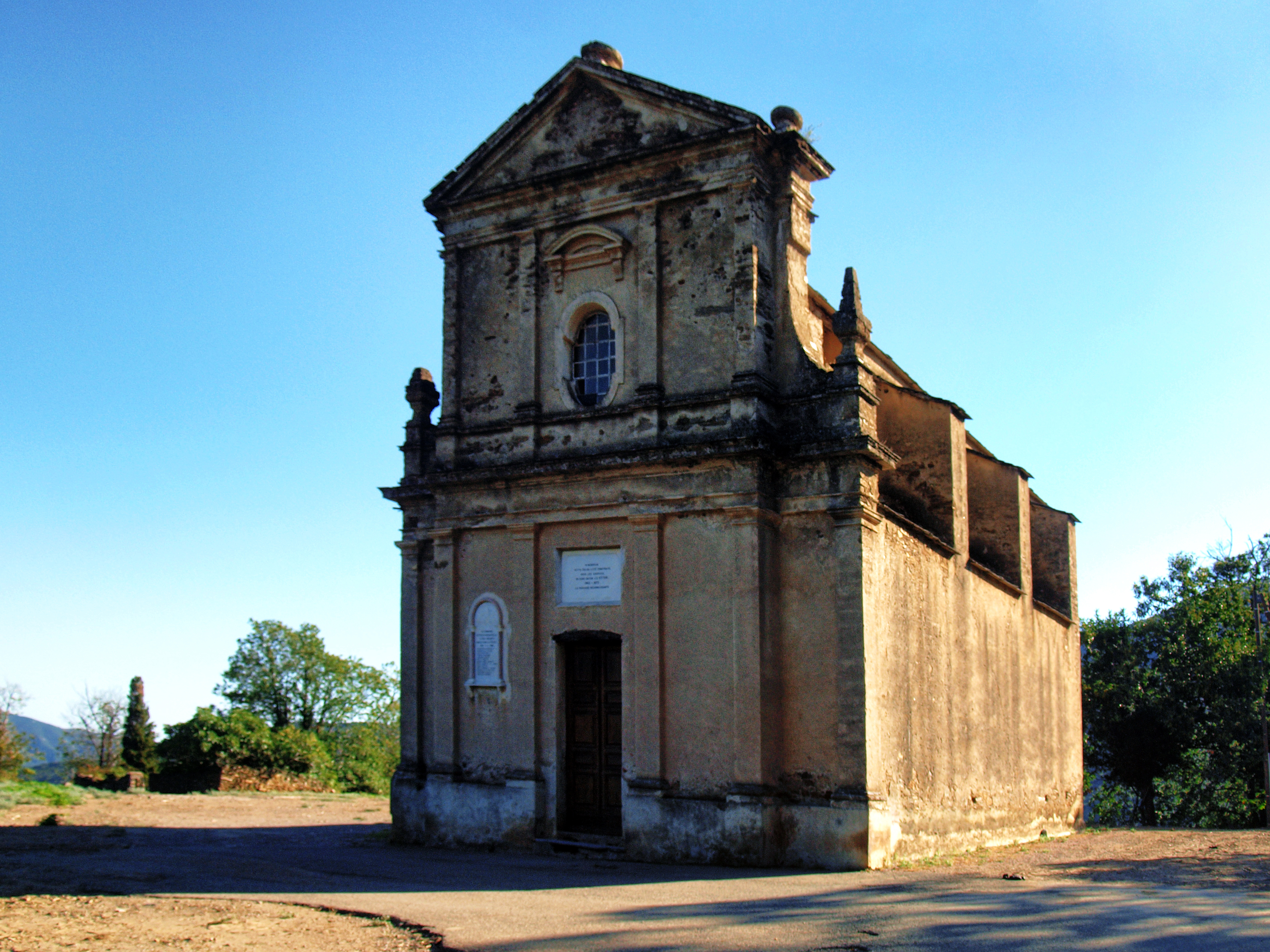
Église paroissiale de la Nativité-de-la-Vierge.

L'église a été construite de 1862 à 1873, à l'emplacement d'une ancienne église dédiée à l'Assomption, au lieu-dit Pieve Sainte-Marie. L'édifice est isolé dans la châtaigneraie, à égale distance orthodromique des deux villages de Penta et d'Acquatella. Le cimetière communal lui est proche.
l'édifice de plan allongé, formé d'une nef à vaisseau et à chapelles latérales, est doté d'une tour-clocher. 
L'église est reprise à l'Inventaire général du patrimoine culturel par la Collectivité de Corse.

##### ChapelleSaint-Pascal Baylon

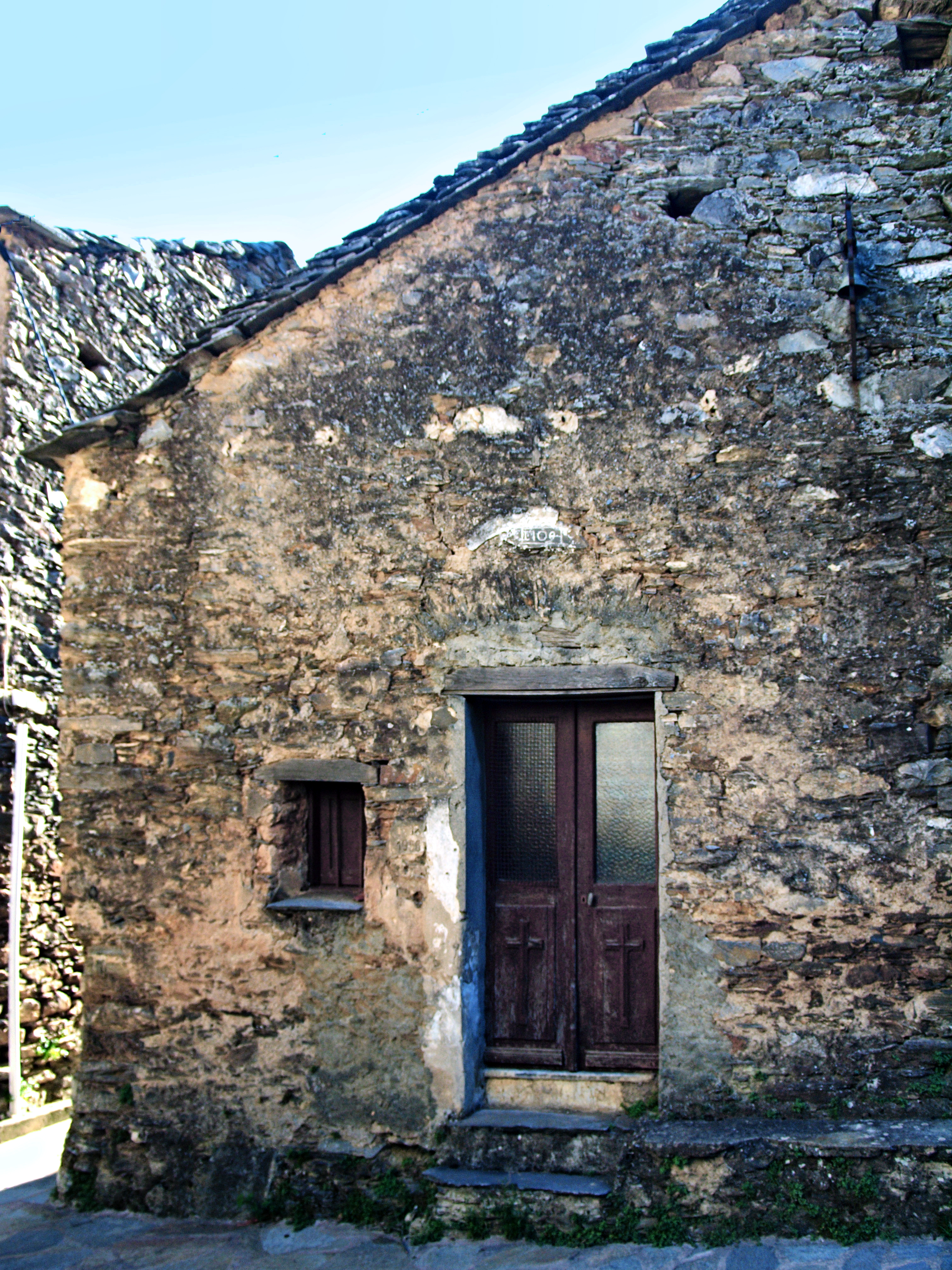
Chapelle Saint-Pascal Baylon.

L'actuelle chapelle Saint-Pascal Baylon d'Acquatella a été construite en 1934, en remplacement d'une ancienne chapelle dédiée à saint Pascal Baylon, située dans le village d'Acquatella et qui s'était effondrée. L'église est reprise à l'Inventaire général du patrimoine culturel par la Collectivité de Corse.

## Personnalités liées à la commune
- Patrizia Gattaceca, chanteuse, poétesse et comédienne .